# Emil von der Osten
Emil Paul von der Osten, född 12 februari 1848 i Fürstenwalde, Brandenburg i Tyskland, död under en turné 13 april 1905 i Oskarshamn, var en svensk skådespelare.
Han kom till Sverige 1862 med en av fadern ledd tysk operaturné. Han tog som ung hyra på ett av de Dicksonska skeppen och var i tio år var han till sjöss och avlade både styrmans- och kaptensexamen i Göteborg. 
År 1871 for Osten till Amerika, där han debuterade i Philadelphia i rollen som Karl Moor i Schillers skådespel Rövarna. Därefter turnerade han i flera år, både i USA och Tyskland, innan han 1885 återkom till Sverige, där han engagerades på Stora teatern. Efter några år bildade han ett eget resande teatersällskap och var verksam som dess ledare fram till 1905, då en förkylning åtföljd av lunginflammation och ett senare slaganfall ledde till hans död på Oskarshamns lasarett. Hans stoft fördes enligt hans sista vilja till Helsingborg, där han begravdes på Nya kyrkogården.
Han var far till skådespelaren Paul Seelig.